# Markthalle (Lesmont)

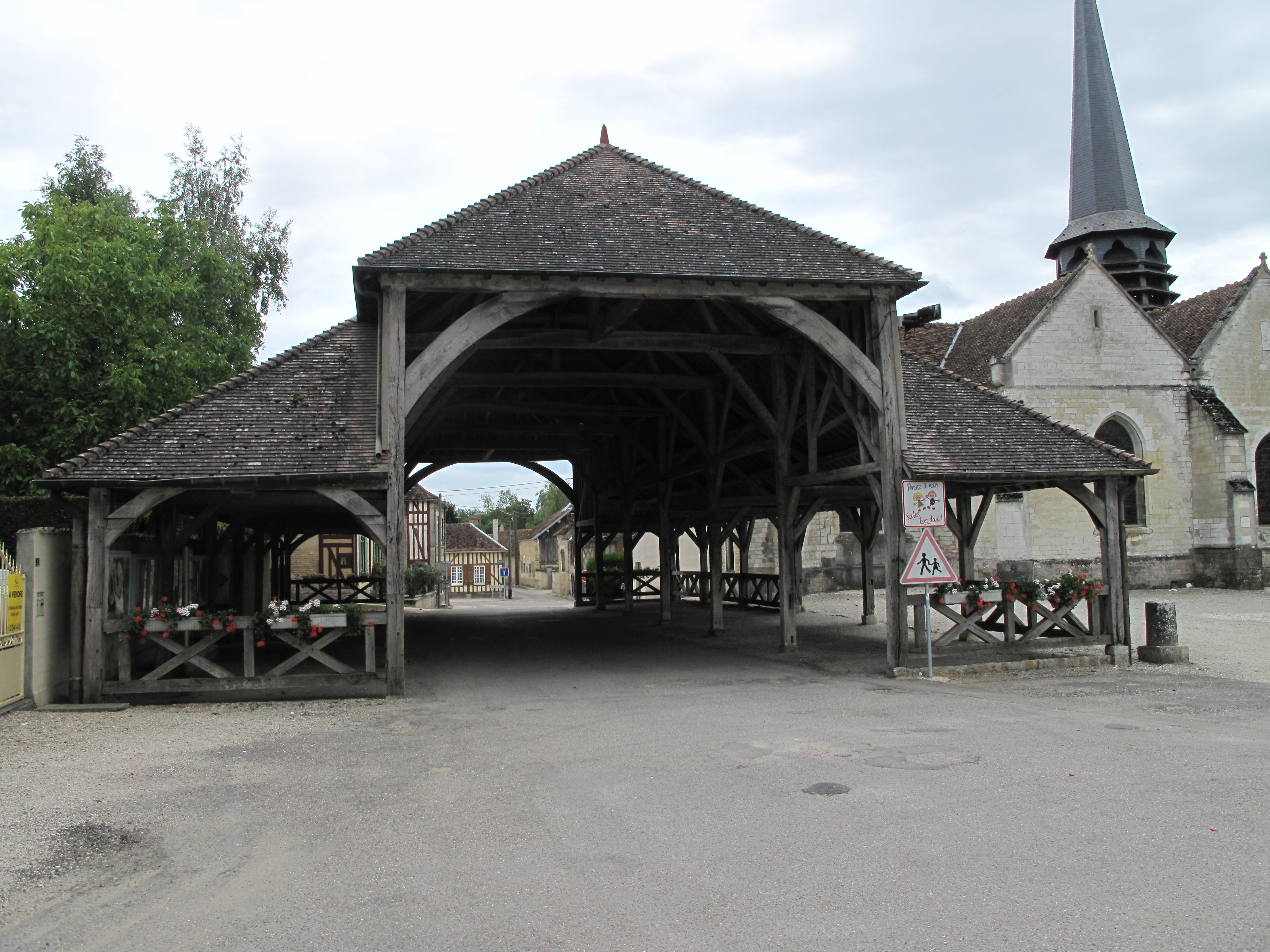
Markthalle in Lesmont, dahinter die Kirche Sankt Peter in Ketten

Die Markthalle in Lesmont, einer französischen Gemeinde im Département Aube in der Region Grand Est, wurde 1855 errichtet. Die Markthalle steht seit 1982 als Monument historique auf der Liste der Baudenkmäler in Frankreich.
Das Gebäude besteht aus einer offenen Holzkonstruktion mit einem schiefergedeckten Dach.